# Naoki Serizawa
Naoki Serizawa (芹沢直樹) est un artiste japonais né le 13 septembre 1976. Principalement photographe, il a également fait de la direction de photographie et de la création artistique. Son manga Saru Lock a été adapté en une série télévisée et en un film live.

## Créations

### Mangas
- 2000 - 2002 : Shiro, détective catastrophe (dessinateur et scénariste)
- 2002 : Samurai Man (dessinateur et scénariste)
- 2003 - 2009 : Saru Lock (dessinateur et scénariste)
- 2010 - 2011 : La Main droite de Lucifer (dessinateur et scénariste)
- 2012 - 2013 : Resident Evil: marhawa desire (dessinateur)
- 2015 - 2017 : Resident Evil: heavenly island (dessinateur)
- 2015 - 2018 : Psycho Bank  (dessinateur et scénariste)

### Séries télévisées
- Duel Masters (TV) : Camera
- Happy Lesson Advanced (TV) : Photographie
- Isshoni Sleeping : Sleeping with Hinako (original video animation): Directeur de la photographie
- Isshoni Training 026 : Bathtime with Hinako & Hiyoko (original video animation) : Directeur de la photographie
- Mouse (TV) : Directeur de la photographie (épisodes 1-2, 10-12)
- Sumomomo Momomo : Directeur de la photographie
- Yumeiro pâtissière : Photographie (Studio Hibari)